# Sinikka Linkomies-Pohjala

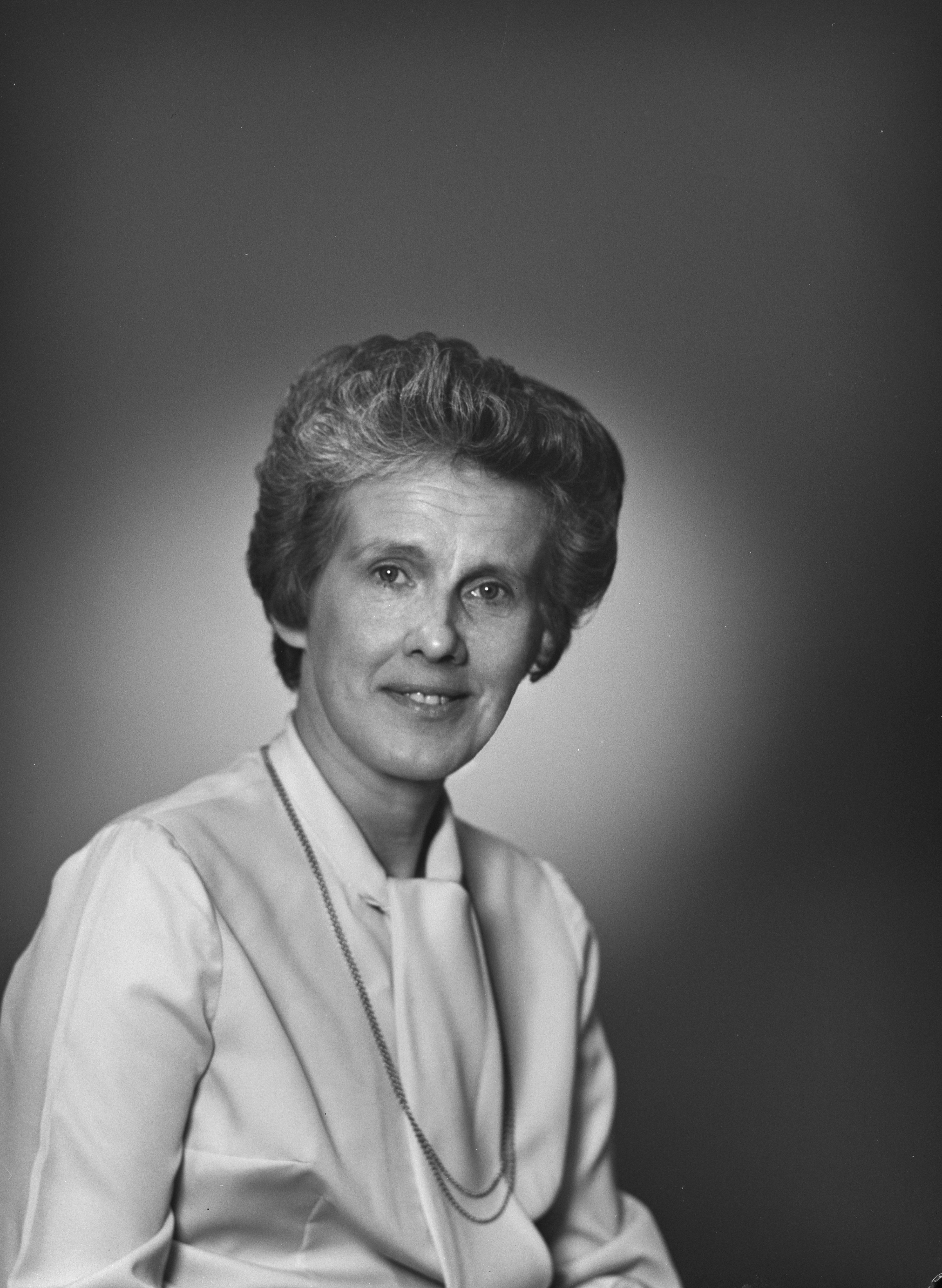
Sinikka Linkomies-Pohjala.

Sinikka Sorella Linkomies-Pohjala, även känd som Sinikka Karhuvaara, född 13 november 1929 i Helsingfors, död 27 januari 2000 i Björneborg, var en finländsk politiker. Hon var dotter till Edwin Linkomies. 
Linkomies blev student 1949, filosofie kandidat 1954 och filosofie magister 1957. Hon var lärare i svenska vid det finskspråkiga läroverket Arkadian yhteislyseo i Helsingfors 1954–1969 och ledamot av Finlands riksdag för Samlingspartiet 1970–1982. Hon var 1952–1979 gift med Kai Karhuvaara och från 1983 med Toivo T. Pohjala.